# Efficeon
Efficeon — микропроцессор, созданный компанией Transmeta. Принадлежит ко второму поколению семейства процессоров, созданных компанией для выполнения программ x86 с помощью морфинга программного кода. Построен на технологии VLIW с 256-разрядным словом. Его главными преимуществами, как и у предшественника Crusoe (со 128-разрядным словом) являются вычислительная эффективность, низкое потребление энергии и малое выделение тепла.
Функциональные возможности совпадают в основном с Pentium 4, но есть и особенности, свойственные AMD Opteron: встроенный контроллер памяти, шина ввода-вывода HyperTransport, бит запрета выполнения NX (начиная с версии 6.0.4 программы морфинга). Вычислительная мощь в сравнении с мобильными процессорами Pentium M всё же оказывается ниже, хотя сравнительных данных публикуется явно недостаточно.
Поставляется в корпусах двух типов: 783-выводном и 592-выводном типа BGA (англ. ball grid array). Потребление энергии невысокое (отдельные экземпляры до 3 Вт при тактовой частоте в 1 ГГц, до 7 Вт при 1,5 ГГц), поэтому процессор может обходиться пассивным охлаждением.
Выпускалось две разновидности Efficeon: первое поколение (TM8600) по технологическому процессу tsmc 0,13 мкм (частоты до 1,1 ГГц), второе (TM8800 и TM8820) — на фабриках Fujitsu по процессу tsmc 90 нм (частоты от 1,1 ГГц до 1,7 ГГц).
Процессор содержит 2 арифметико-логических блока, 2 блока чтения/записи/сложения, 2 исполнительных блока, 2 блока операций с плавающей точкой/MMX/SSE/SSE2, модуль предсказания переходов, блок переименования, блок управления. За один такт выполняется одно 256-разрядное VLIW-слово, называемое молекулой, и способное содержать до восьми 32-разрядных команд, называемых атомами.
Кэш-память на кристалле: 128 КБ для инструкций, 64 КБ данных I уровня, 1 МБ II уровня. Для хранения наиболее часто повторяющихся участков кода (для хранения транслированных команд) программой морфинга также резервируется 32 МБ основной памяти системы.

## Изделия на базе процессора
- Ультрапортативный ноутбук Sharp Actius MP30
- Энергосберегающий компьютер Microsoft FlexGo Computer
- Ноутбук iRU Stilo 1715
- Планшетный компьютер RoverBook Partner T210